# Klub Imprez na Orientację Neptun
Klub Imprez na Orientację „NEPTUN” Gdańsk – klub założony przez grupkę pasjonatów turystyki w 1994 przy Oddziale Gdańskim, obecnie przy Oddziale Regionalnym PTTK w Gdańsku.
Zajmuje się szeroko pojętą turystyką kwalifikowaną, w tym pieszą, kolarską, kajakową, a przede wszystkim turystycznymi imprezami na orientację. Organizuje imprezy na całym Pomorzu, a także uczestniczy w przedsięwzięciach w innych częściach Polski.
Największą organizowaną przez „Neptuna” imprezą jest Puchar Polski w marszach na orientację GOSK. Innymi imprezami na orientację jest cykl 4 imprez na orientację o nazwie „Cztery Pory Roku”. W skład cyklu wchodzą imprezy o nazwach: Cztery Pory Roku Zima (2.-3. weekend stycznia), Cztery Pory Roku Wiosna (przełom maja i czerwca), Cztery Pory Roku Lato (tydzień przed DMP), Cztery Pory Roku Jesień (początek listopada)
W przeszłości KInO „NEPTUN” było jednym, ze współorganizatorów Ekstremalny Rajd na Orientację „Harpagan”. Organizował imprezy rangi Mistrzowskiej w Marszach na Orientacje.